# Квинт Марций Рекс (претор)
Квинт Ма́рций Рекс (лат. Quintus Marcius Rex; умер после 143 года до н. э.) — римский политический деятель из плебейского рода Марциев, городской претор Рима в 144 году до н. э. Упоминается в сохранившихся источниках исключительно в связи с претурой и пропретурой. По поручению сената он построил новый акведук для снабжения Рима водой, потратив на это в общей сложности 8 миллионов 400 тысяч сестерциев. Поскольку преторского года на строительство не хватило, полномочия Квинта были продлены на следующий год.
У Квинта Марция был сын того же имени, консул 118 года до н. э.